# Begonia brevipedunculata
Espèce
Begonia brevipedunculata est une espèce de plantes de la famille des Begoniaceae.
Elle a été décrite en 2006 par Yu Min Shui.